# طبق السردين (فلم)
طبق السردين (بالإنجليزية: A Plate of Sardines) هو فيلم وثائقي تم إنتاجه في فرنسا وصدر في سنة 1997. الفيلم من إخراج عمر أميرلاي.

## روابط خارجية
- طبق السردين على موقع IMDb (الإنجليزية)
- طبق السردين على موقع فيلمافينيتي (الإسبانية)
- طبق السردين على موقع قاعدة بيانات الفيلم (الإنجليزية)
- طبق السردين على موقع ليتربوكسد (الإنجليزية)